# Eriocaulon graphitinum
Eriocaulon graphitinum là một loài thực vật có hoa trong họ Cỏ dùi trống. Loài này được F.Muell. & Tate ex Ewart & Cookson mô tả khoa học đầu tiên năm 1917.